# ماتيوس كلوز
ماتيوس كلوز هو لاعب كرة قدم برازيلي، ولد في 3 أغسطس 1994.